# フローレンス芳賀
フローレンス芳賀（フローレンスはが 1966年12月21日 - ）は、1980年代に日本で活動していたハーフのモデル、タレント、歌手、グラビアアイドル。旧芸名：フローリー、フローリー芳賀。本名：フローレンス千歳バーンズドルフ（Florence Chitose Bernsdorf）（日本名：芳賀千歳）。

## 来歴・人物
ドイツ系アメリカ人の父（在日米軍軍人として常駐経験あり）と日本人の母（横須賀出身）との間に、長女としてアメリカ合衆国ハワイ州ホノルルで誕生。きょうだいは弟が1人いる。父は退役後、穀物を扱う会社の社長を務めていた。9歳までハワイで育ち、その後、ワシントンD.C.へ転居。アメリカの友人たちからのはバーニーの愛称で呼ばれていた（本名のBernsdorfから）。
ウォルトウィットマン高等学校在学中の16歳から日系モデル事務所「ソービ・タレント・エージェンシー」（ハワイ）に所属、1983年より“フローリー芳賀”名義でモデル活動を始める（芳賀は、母の旧姓）。水着モデルとしての仕事が多く、ナショナル、マンダムなど日本企業の広告やカレンダーに起用された。男性を対象とした雑誌でグラビアアイドル、広告モデルとしても人気が高く、週刊ポスト（1983年12月23日号）では“SEXYピンナップ”とキャプションのついたグラビアが掲載された。高校卒業後、日本に活動の場を移してタレント活動を活発化。
プロフィールは1983年時は身長：170cm・3サイズ：89-63-91であったが、1984年時に身長：165cm・3サイズ：85-59-86と修正している。血液型はO型。
1984年、17歳の時に水着キャンペーンガールの登竜門のひとつ「帝人キャンペーンガール」に起用された後、“フローリー芳賀”から“フローレンス芳賀”に改名、同年7月、YUKI（岡崎友紀）のヒット曲『ドゥー・ユー・リメンバー・ミー』をカバーし、歌手デビュー。この頃よりセクシー路線から清純派路線に方針転換。同年9月、カリフォルニア大学ロサンゼルス校（UCLA）に進学。日本とワシントンD.C.を行き来しながら芸能活動を続けた。ただし、日本での芸能活動に専念するつもりは当初より考えておらず、期間限定であるとしていた。
フジテレビ系列テレビドラマのオーディションで主演の座を射止め、1984年10月より放送を開始した「青い瞳の聖ライフ」に“フローレンス”名義でドラマデビュー。
高校時代、外国語の選択授業で日本語を選び週に5時間ほど学んでおり、また、勉強を兼ねて日記も日本語で書くことを日課にしていた。しかし、ドラマ撮影において日本語のみで書かれた膨大な量のセリフを短期間で読み込むことが困難だったため、台本の余白にローマ字でルビを振って覚えたという。共演者の宮川一朗太と向かい合うシーンでは宮川の顔にカンニングペーパーを貼って芝居をしたこともあるという。ドラマ撮影期間に日本語が上達し、当時の雑誌インタビューに｢ひらがな、カタカナ、それに、小学校で習う漢字まではOKです｣と語っている。
得意なスポーツはテニス、スキー、エアロビクス。高校時代の得意な学科は生物で、海洋生物学者に憧れたこともある。好きなミュージシャンはスティーヴィー・ワンダー、フィービ・スノウ。好きな日本のアイドルは田原俊彦、近藤真彦の名を挙げていた。
「青い瞳の聖ライフ」出演後、映画、CM、バラエティ番組と続けざまに出演して知名度を上げたが、当初の予定通り1987年までに日本での活動を終了して本国に戻り、学業に専念して大学を卒業。大学卒業後もモデル活動を続け、FIFTH AVENUEの専属モデルを務めた頃に知り合った、サンフランシスコやロサンゼルスなどに不動産やホテルを複数所有している資産家の男性と結婚した。結婚後しばらくは夫の会社のPR活動などを行っていたが、出産を機に引退した。

## 主な出演作品

### 映画
- 幕末青春グラフィティ Ronin 坂本竜馬（1986年、東宝） - マリア 役

### テレビ番組
- ドリフ大爆笑（1984年6月26日、フジテレビ）
- カックラキン大放送!!（1984年8月 - 1985年、日本テレビ） - レギュラー出演[2]

### テレビドラマ
- 青い瞳の聖ライフ（1984年10月17日 - 1985年4月3日、フジテレビ） - ベス・グリーン 役 ※主演
- 花の聖カトレア学園（1985年、テレビ東京）

### ラジオ番組
- スタジオONE（1985年、TBSラジオ）[要出典]

### CM
- コカ・コーラ「HI-C サンフィル」（1983年 - 1985年）
- ライオン「マリンフレッシュ 」ボディーソープ（1985年）
- エースコック「中国野菜ヌードル 好（ハオ）」（1985年）
- 新宿PePe リニューアルオープンキャンペーン（1985年）

### 雑誌
- 週刊ポスト（小学館）
- 週刊プレイボーイ（集英社）
- Momoco（学習研究社）
- スコラ（スコラ）
- 平凡パンチ（マガジンハウス）
- 月刊Don't！（サン出版）
- 近代映画（近代映画社）
- DUNK（集英社）
- DELUXEマガジン（講談社）

他多数

### イメージモデル
- ナショナル（1983年）
- マンダム ギャツビー・ガール（1984年）
- 帝人 '84ピーターパン水着キャンペーンガール（1984年）
- ニノミヤムセン（1985年）
- 大磯ロングビーチ（1985年 - 1986年）

他多数

## ディスコグラフィ

### シングル
全てキャニオン・レコード（現：ポニーキャニオン）よりリリース
1. ドゥー・ユー・リメンバー・ミー（Do You Remember Me?）／パーフェクト・ハーモニー（1984年7月）
2. メイビー、愛LOVE YOU／Moonlight Mystery（1984年11月21日）
3. 砂に消えた涙／Lonely Night（1985年8月21日）

### アルバム
- My これ！Liteシリーズ 中島めぐみ / フローレンス芳賀（2010年5月19日、ポニーキャニオン） - 同レーベル所属だった中島めぐみとの組み合わせベスト盤CD（12曲入り。芳賀は＃7 - ＃12まで）。シングルレコードとして発売した3曲とB面の合計6曲が収録されている

## 写真集
- フローレンス写真集「FLORENCE」（1984年11月25日、近代映画社）
- 別冊スコラ28「ハロー！グッド・シャイン フローレンス」（1985年8月10日、講談社）